# Palfuria hirsuta
Palfuria hirsuta är en spindelart som beskrevs av Szüts och Rudy Jocqué 200. Palfuria hirsuta ingår i släktet Palfuria och familjen Zodariidae.
Artens utbredningsområde är Zambia. Inga underarter finns listade i Catalogue of Life.